# Luxe, calme et volupté
Luxe, calme et volupté est une peinture de l'artiste français Henri Matisse, réalisée en 1904 avec la technique du divisionnisme.

## Historique
Henri Matisse peint Luxe, calme et volupté en 1904. 
Le titre est la reprise d'un vers de L'Invitation au voyage, célèbre poème de Charles Baudelaire.
Le tableau appartient depuis 1982 au Centre Georges Pompidou, où il est entré par dation, et est placé en dépôt depuis 1985 au Musée d'Orsay de Paris.